# Peterpan (compositor)
José Fernandes de Paula (Maceió, 21 de janeiro de 1911 — Rio de

Janeiro, 28 de abril de 1983) foi um pianista e compositor brasileiro.

## Discografia
- (1945) Lenda do lago/Raio de sol depois da chuva